# WordStar
WordStar（ワードスター）は、マイクロプロ・インターナショナルがCP/M用に開発したワープロソフトである。後にMS-DOS向けに移植され、1980年代中盤まで市場を独占した。同社のオーナーはシーモア・I・ルビンシュタインだが、WordStarの作者はロブ・バーナビーである。WordStar 4.0 以降はピーター・ミーローが全面的に書き直したものをベースとしている。
WordStarはテキストベースのワープロソフトであり、基本的にマークアップ言語風のフォーマットコマンドを付与したテキストファイルを扱うため、ファイル自体もその後のワープロソフトに比べて小さい。対照的に現代のワープロソフトの多くはコードベースであり、セーブファイルが大きくなる。

## 歴史
1976年、ロブ・バーナビーはCP/M のコマンドラインエディタ ED.COM の拡張版コマンドモードを設けた単純なテキストエディタ WordMaster を開発した。操作体系は後のWordStarによく似ている。これも広く普及し、MS-DOS/PC-DOS版も発売された。

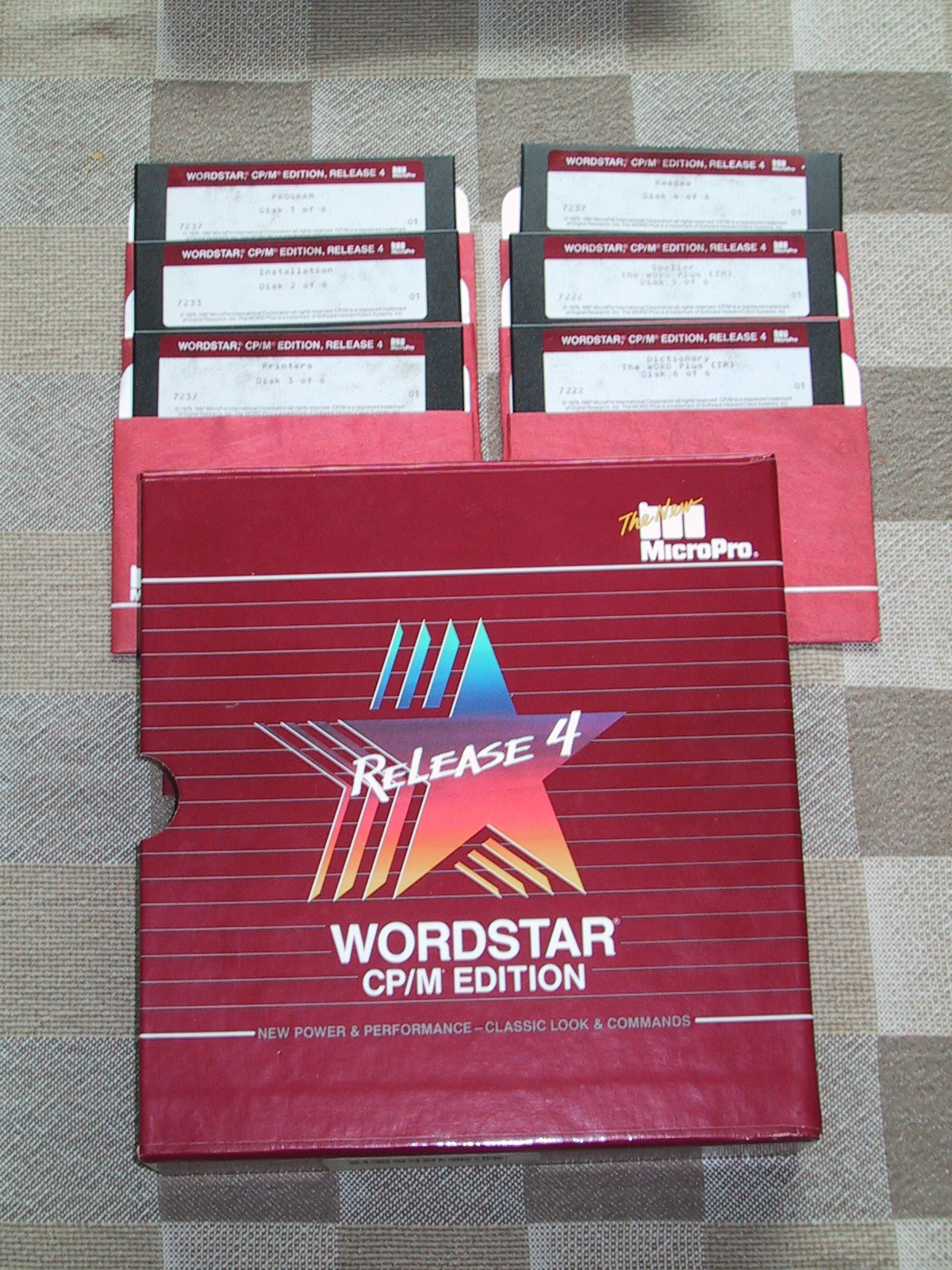
8 ビット CP/M 用にリリースされた WordStar の最終バージョン (バージョン 4) の5.25インチディスクとパッケージ

WordStar は1978年、MS-DOS以前の時代には最も一般的だったオペレーティングシステム (OS) である CP/M向けに開発された。CP/M上では最も機能が豊富で使いやすいワードプロセッサであったため、デファクトスタンダードとなった。1981年には WordStar 2.26 がポータブルコンピュータ Osborne 1 に同梱されている。WordStarは間もなくCP/Mで使えるワープロソフトの標準となった。CP/M対応版の最後となった Release 4 は5.25インチフロッピーディスク版がデフォルトで、オプションとして8インチ版も販売されていた。
DOS版の WordStar 3.0 は1982年4月にリリースされた。DOS版はCP/M版とほぼ同じである。IBM PC には方向キーやファンクションキーが追加されているが、いわゆるダイヤモンドカーソルなどのコントロールキーを使った操作がそのまま採用されており、CP/M版のユーザーにとって使いやすくなっていた。WordStarにはフォーマット情報を組み込まない non-document モードがあり、プログラムなどを書くのに使われた。CP/M版と同様DOS版も IBM PC 専用として設計されておらず、任意のx86マシンで使用可能である（当時、PC/AT互換機ではないx86マシンが多数存在した）。そのため、DOSのOSコールしか使っておらず、BIOSやハードウェアに直接アクセスしないようになっている。
最初のDOS版は単純な移植であったため、メモリ空間が640kバイトに広がっていたにもかかわらず64Kバイトしか使っていない。ユーザはWordStarが使わないメモリをRAMディスクにすることによって劇的に高速化できることを発見し、それを利用した。つまり、フロッピーに入っているファイルをRAMディスクにコピーして使用したのである。WordStarは当時としては大型の実行プログラムであり、オーバーレイ方式をとっていたため頻繁にディスクにアクセスしたが、RAMディスクにすることによってこれが高速化されたのである。もっとも、最終的に編集したファイルはRAMディスクからフロッピーディスクに保存する必要があった。
当初から競合製品が存在したが（WordPerfectは1982年、Microsoft Word は1983年のリリース）、1985年ごろまではWordStarがx86向けワープロソフト市場を支配した。そのころ、マイクロプロは WordStar 4.0 をMS-DOS版としてではなくPC/AT互換機版としてリリースした。ただし対応OSは古い DOS 1.x であり、ディレクトリをサポートしておらず、ハードディスク関連機能も制限されていた。1980年代後半になると、最新機能を多数搭載した WordPerfect が市場を支配するようになる。当時英米でのワープロ専用機では、IBMの Displaywriter System が市場を独占していた。ワープロ専用機は多数存在したが、IBMの最大のライバルはワング・ラボラトリーズであった。それらのマシンは大型のコンピュータ（汎用コンピュータやミニコンピュータ）に接続して使用された（正確にはそれらのコンピュータ上で動くワープロソフトに専用端末を接続して使用していた）。
IBMがそれをパーソナルコンピュータ（パソコン）に移植した DisplayWrite を発表したのを受けて、マイクロプロはその機能をコピーした WordStar 2000 を開発することに注力した。この製品はディレクトリ対応などの最新機能をサポートしていたが、従来のWordStarとはファイルフォーマットも互換性がなく、操作体系を一部斬新なものに変更していた。そのため徐々にWordPerfectなどにワープロソフト市場シェアを奪われていった。例えば、MultiMate というワープロソフトはワングのワープロ専用機のキー操作を再現していて、企業の秘書などが乗り換えるには最適だった。
マイクロプロ・インターナショナルはワードスター・インターナショナルへと再構築され、WordStar 2000 のごたごたで会社を辞めていったプログラマを再雇用した。また、1986年10月にはWordStarのクローンで機能拡張されている NewWord というワープロソフトのコードを取得した。これは、ピーター・ミーローが創業した NewStar という企業が開発したものである。その後のWordStarはNewWordのソースコードをベースとしてアップグレードされていき、文字列消去の取り消し機能、ボールド体・イタリック体などの印刷時の見た目を画面上で色の違いで表示する機能などを追加していった。NewWordをベースとした最初のWordStar (WordStar Professional 4.0) はDOS版とCP/M版がリリースされた。その後DOS版のみ 5.0、5.5、6.0、7.0 と順調にリリースを重ね、失ったシェアを取り戻しつつあった。
NewWord 以前のコードベースを保守していたプログラマチームは MS Word に似た WordStar 6.5 の開発を行っていたが、WordStar 7.0 を開発中のNewWord側のプログラマチームと内輪もめを起こし、結局 6.5 はリリースされないことになった。最後のDOS版は 7.0 Revision D で、当初の計画より数年早く 1992年12月にリリースされた。

### Windows 対応
他のMS-DOSアプリケーション開発企業と同じように、ワードスター・インターナショナルも Windows 3.0 への対応を決断するのが遅れてしまった。そこで、ワードスターは Legacy という Windows向けワープロソフトを他から買い取って1991年に WordStar for Windows としてリリースした。この製品はよく練られていて、もっと高価なDTPソフトにしかないような機能を持っていた。しかし、2年の遅れは致命的であり、市場はすでに Microsoft Word が独占していた。

### 終焉
WordStarは既に開発されておらず、権利保有者による保守も販売も行われていない。現在の権利保有者は Riverdeep, Inc. で、教育ソフトや一般向けソフトの開発企業であり、現在は Houghton Mifflin Harcourt Learning Technology の子会社である。

### 著名な愛用者
WordStarの熱心なユーザーがメーリングリストを作ってコミュニティを形成していた（1996年から2009年まで）。
アメリカの保守系評論家ウィリアム・F・バックリー・ジュニアはWordStarを愛用し、2008年に亡くなる直前の著作もWordStarで書いていた。それに関して息子のクリストファー・バックリーが詳細に書いている。彼は新たなコンピュータを購入すると万難を排してなんとかWordStarをインストールして使っていたという。
ラルフ・エリソンも生前WordStarを愛用していた。
アメリカのSF作家であるジョージ・R・R・マーティンはDOS版のWordStar 4.0を執筆活動に利用している。またカナダのSF作家ロバート・J・ソウヤーもDOS版WordStarを今もカスタマイズして執筆に使っている。さらに彼は2024年8月に自身のウェブサイトで、WordStar 7が既にアバンダンウェアの状態であるとし、プログラム本体やオリジナルのマニュアルなどをまとめた上で無償公開した。
映画『インタビュー・ウィズ・ヴァンパイア』の原作者であるアン・ライスもWordStarの熱心なユーザーだった。彼女はFacebookにて「WordStar は素晴らしかった。大好きだった。論理的で美しく、完璧だった」と述べるとともに「それに比べると、私が現在使用している Microsoft Word はまったくの狂気だ」と付け加え、批判した。

## インタフェース
WordStar は書き物用プログラムの良い例と考えられている。テキストのみの画面を使ったテキスト作成のためのソフトであり、WYSIWYGのようなフォーマット（書式）は考慮しなくてよいからである。活字の組版やレイアウトは二の次、三の次であり、文章を書いた後は、編集して校正してといったことに集中できた。後のワープロソフトのようにフォーマットに悩まされることはなかった。
テキストモード版のWordStarをインストールすると、画面の上部1/3がコマンドメニューで、一番上の行がファイル内のどの位置を表示中かを示しており、画面の下部2/3が実際のテキストを表示している。コマンドは基本的にコントロールキー押下を伴うキーストロークであり、メニューは補助的なものである。したがってコマンド入力に熟練してきたら、メニュー表示行数を減らすよう設定でき、最終的には全く表示しないように設定できる。
WordStarを最初に開発する際に使われたマシンには独立したファンクションキーもカーソル制御キー（矢印キーとページUp/Down）もなかった。そのため WordStarはアルファベットキーの組み合わせにコントロールキーを加えて様々な操作を実現していた。加えて、タッチタイプの得意な人にとってはファンクションキーや方向キーを押すことはホームポジションから指を離すことを意味し、タイピングのリズムが崩れてしまう。
例えば、ダイヤモンドカーソルと呼ばれるCtrl-S/E/D/X の十字によってカーソルを上下左右にひとつずつ動かす。Ctrl-A/F（十字の外側の位置）は単語ひとつ分左右に動かし、Ctrl-R/C は一画面分上下にスクロールさせる。これらのキーストロークの前に Ctrl-Q を押下すると、動作を拡張することができ、行の先頭や最後にカーソルを移動させたり、文書の先頭や最後にカーソルを移動させたりできる。Ctrl-H はバックスペースおよびデリートである。ボールド体/イタリック体への変更、印刷、テキストブロックの指定/コピー/削除、セーブ/ロードといったコマンドも、コントロールキーを押下しつつ一連のキーを押下する。当時のユーザは習うより慣れるといった感じでキー操作を手で覚えた。
コントロールキーが "A" の左から遠い左下の端に移されたため、これをWordStar的な直感的インターフェイスを妨害するものと感じるユーザもいて、彼らはソフト的にそれらのキーを入れ替えて使ったりしている。また、別のユーザはスペースバーの左右にコントロールキーを配置して親指を使うことでタッチタイプを快適にしようとする。
WordStar はテキスト入力中に自動的に行末を整えることができなかったため、後からコマンドをつかって編集しなければならなかった。ただし、そのコマンドは文書全体を一括してフォーマットする強力なものであった。WordStar 2000 ではそのような弱点が改善されていた。パラグラフの行揃えは自動化されている。コマンドのキーストロークも従来より単純化され、直観的に理解できるものになっていた。例えば、Ctrl-RW は "Remove Word"、Ctrl-RR は "Remove Right side of a line" といったものである。また、テキストのブロックをマークしておいて、別位置にカーソルを移動してブロックコピーを実行するといった機能もある。しかし、従来のバージョンと互換性がなかったため、熟練ユーザーからは不評だった。
WordStarのインタフェースは大きな遺産である。多くのワープロソフトやテキストエディタで WordStar のコントロールキーを使ったキーボードコマンドがエミュレートされている。例えば、Turbo Pascal のIDEエディタはWordStarのコマンド体系を採用していた。日本製の MIFES は WordMaster 互換の操作を提供していた。DOS版の一太郎や松でも Ctrl-E/S/D/X によるカーソル移動が可能であった。WordStarのキーボードコマンドのエミュレータは最新版の Microsoft Word 用にも存在している。WordStarのファイルフォーマットは StarOffice などの最近のワープロソフトでもサポートされている。

## 機能
MailMerge は大量の手紙をまとめて印刷できるアドオンプログラムである。名前、住所、郵便番号などのデータが文書とは別のデータファイルにまとめられ、WordStar本体で作成したビジネスレターなどにそれらを埋め込むフィールドを書いておくと、同じ文面であて先を変えた手紙を簡単に印刷できる。また、あて先によって文面を変えることも可能である。
SpellStar はスペルチェックを行うアドオンプログラムである。後のバージョンではWordStar本体に組み込まれた。DataStar はMailMerge用のデータファイルを編集するアドオンプログラムである。これらの機能は1980年代中盤までのユーザにとっては極めて革新的なことであった。WordStar風のインタフェースを採用した表計算ソフト CalcStar も開発された。これらを組合わせて初期のオフィススイートを構成している。WordStar 5 では他社製のアウトラインプロセッサ PC-Outline をスイートに加えている。ただしファイルフォーマットはWordStar互換ではないので、インポート/エクスポート処理が必要だった。
WordStar はファイルを文書かそうでないかで区別した。このことは混乱を生むことになる。WordStarの文書ファイルは特殊なワープロとしてのデータやコマンドが埋め込まれている。文書でないファイル（nondocument）は通常のASCII文字のみのテキストファイルでありコマンドなどは埋め込まれていない。Nondocument Mode で WordStar を使用すると、普通のテキストエディタのように使うことができる。これは当時の汎用コンピュータのエディタよりも強力だった。WordStar 5 では文書モードの「印刷プレビュー」機能を導入し、印刷イメージを事前に確認できるようになった。

## カスタマイズ
WordStarの生まれた時代には、ビデオディスプレイ機能を内蔵したパソコンはまだ少なく、ビデオ表示端末 (VDT) をシリアル接続して操作するものが多かった。このVDTはメーカーにより様々な仕様が乱立していたため、マイクロプロ社は一般的なVDTの多くに対応できるように設計し、使用開始時に手持ちのVDTに合わせてカスタマイズ作業を行ってから使用することになっていた。特に内蔵ビデオ表示が可能な機種については直接VRAMに書きこむことで画面を高速に更新する機能も持ち、PC/AT互換機でもANSI.SYSディスプレイドライバに対応したエスケープシーケンスで制御する方法と、直接ディスプレイアダプタ（ビデオカード）を制御する方法が選べた。
プリンターについても、高品質なデイジーホイール方式から安価なドットマトリクス・インパクト方式に至る多種多様なメーカー・機種に対応し、これも必要に応じてカスタマイズすることができた。

## Ver 3.x を最新OSで動作させる
WordStar 3.x はMS-DOSのファイル制御ブロック (FCB) を使用している。これはファイル入出力用のデータ構造で、CP/Mのファイル入出力機構によく似ている。FCBを利用したのは、CP/M上のアセンブリ言語で書かれたプログラムをMS-DOSに移植しやすかったからである。その後MS-DOSはXENIX風のファイル記述子のインタフェースを採用し、FCBは互換性のためだけに維持されるようになった。FCBの互換性はその後ちゃんと保守されていないため、WordStar 3.x を最近のWindowsで正しく動作させることができない。特にファイルのセーブが不可能である。対策としてLinux上でFCBもちゃんとサポートしているエミュレータDOSEMUを使う方法がある。なお、DOSBoxはLinux上でもFCBをちゃんとサポートしていない。WordStar 4.0 は新しい入出力インタフェースに対応しているため、このような問題は生じず、OS/2でも動作させることが可能だった。

## ヘブライ語対応
イスラエルの企業エルビット・システムズは、1978年ごろにCP/Mマシン DS2100 を開発した。既にCP/Mマシンは珍しくなかったので、エルビットは他とは違う何かを必要としていた。そこで、マイクロプロと共同で英語とヘブライ語の両方に対応したWordStarを開発。ヘブライ語は英語とは書く方向が逆であり、世界初の左書きと右書きが可能な多言語対応のワープロソフトが完成した。
エルビットはソースコードの権利を買い取ってイスラエルでプロジェクトを進めた。数年後にはヘブライ語と英語に対応したWYSIWYGワープロソフトを開発し、一時期はイスラエルでデファクトスタンダードとなった。

## ファイル拡張子
- DOS版のファイルには拡張子が規定されておらず、ユーザーが適当な文字列を使っていた。自動セーブされるバックアップファイルの拡張子は BAK である。
- WordStar for Windows では、WSD を拡張子としている。また、テンプレートファイルは WST、マクロファイルは WMC、一時ファイルは !WS とされている。
- WordStar 2000 でも拡張子が規定されていない。